# Buenavista (Quindío)
Buenavista es un municipio del departamento de Quindío en Colombia. Está ubicado a 27 km de Armenia, capital del departamento. Su nombre se debe al mirador Buena vista, sobre el Quindío y parte norte del Valle del Cauca. Se encuentra a 1.477 metros sobre el nivel del mar. Su temperatura es de 20 °C, con un área de 41.12 km², y una población de 3.220 habitantes. Tiene bajo su jurisdicción un centro poblado: Río Verde.

## Historia
Buenavista fue fundado el 4 de marzo de 1933 por José Jesús Jiménez, proveniente del municipio de Vahos (hoy Granada) del departamento de Antioquia; lo que constituye en un municipio fundado en la última etapa de la colonización antioqueña. Buenavista está localizado en una colina de la Cordillera Central. 
En el año 1928, empezaron a llegar un sinnúmero de personas, liderado por el Señor José Jesús Jiménez Yépez entre otros, a un lugar ahora denominado Casa Museo, perteneciente al Señor Néstor Jaime Cárdenas Jiménez, ubicada en el barrio alto bonito, donde en aquel entonces funcionaba la fonda, lugar de paso y descanso para los arrieros, que tenían cruce obligado por esta tierra para llegar de Antioquia al centro del país o al Valle del Cauca. Claudio Ramírez, Jesús Castro, Arturo Palacino, Ramón Vélez y Polo Gil fueron algunos de los primeros colonos que llegaron a la región, los cuales se dedicaron a cultivar sus propias parcelas. Estos, juntos a otros colonos, deciden iniciar un caserío, lo que sería el primer paso para la construcción de Buenavista. Luís Felipe González, uno de los fundadores, cuando construyó su casa le colocó en la pared del frente y en grandes caracteres el nombre de BUENAVISTA, lo que daría pie para el cambio de nombre de "El Tolrá", a Buenavista.
En el año de 1944 alcanza la categoría de corregimiento Departamental. Mediante la Ordenanza 29 de 10 de diciembre de 1966, la primera Asamblea del Quindío crea el Municipio de Buenavista.

## Geografía
La altura del municipio es de 1477 metros sobre el nivel del mar, su temperatura media es de 20 °C, y cuenta con una superficie de 41 km². Se encuentra a 27 km de la capital Armenia. De su producción agrícola sobresalen el café, el plátano y la mora. También se practica la ganadería. El municipio se ha convertido en uno de los sitios turísticos principales del departamento del Quindío.

### Límites
- Noroeste: Municipio de Calarcá
- Sur: Municipio de Pijao
- Oriente: Municipio de Córdoba

## Cultura
Artesanalmente Buenavista se caracteriza por la fabricación de productos en bambú y en guasca y fibras vegetales.

## Himno
CORO
Buenavista en tu hermoso paraje
se remansa por siempre la paz
Buenavista tu verde paisaje
al Quindío orgullosa le das (bis)
I
Hoy tus hijos las glorias cantamos
de tu historia para recordar,
y a la estirpe antioqueña loamos
en su empeño al quererte fundar.
II
El tolrá cierta vez te llamaste
en memoria de quien te gestó
más tu gente admirando el paisaje
Buenavista por nombre te dio.
III
Es riqueza que brinda tu suelo
el café, el guadual, el platanal
que al labriego le colman su anhelo
de abundancia y de dicha en su hogar.
IV
Con tesón, con gran fe y esperanza
hoy tus hijos felices confían
en ponerte a marchar sin tardanza
en la vía del progreso que ansían.
Letra: Luis Eduardo Jaramillo Puerta
Música: Edisson Hanryr